# Chironomus fulvescens
Chironomus fulvescens är en tvåvingeart som först beskrevs av Jean-Jacques Kieffer 1911.  Chironomus fulvescens ingår i släktet Chironomus och familjen fjädermyggor.
Artens utbredningsområde är Nepal. Inga underarter finns listade i Catalogue of Life.